# Giuseppe Tovini
Giuseppe Antonio Tovini (14. března 1841, Cividate Camuno – 16. ledna 1897, Brescia) byl italský bankéř a právník, člen Sekulárního františkánského řádu, jeden ze zakladatelů Banca di Valle Camonica, Banca San Paolo di Brescia a Banco Ambrosiano. Katolická církev jej uctívá jako blahoslaveného.

## Život
Narodil se dne 14. března 1841 v Cividate Camuno jako první ze sedmi dětí Mosèho Toviniho a Rosy Malaguzzi. V letech 1852–1858 docházel na střední školu v Bergamu a poté studoval na univerzitě v Pavii, kterou absolvoval v srpnu roku 1865. Poté se v roce 1867 přestěhoval do Brescie, kde se po získání příslušných kvalifikací stal roku 1868 právníkem.
Mezi lety 1871–1874 sloužil jako starosta v jeho rodném Cividate Camuno. Jako starosta učinil důležitá rozhodnutí v životě města od podpory zakládání bank až po výstavbu nové infrastruktury, jako jsou železniční tratě. Dne 6. ledna 1875 se oženil s Emilií Corbolani, se kterou měl celkem deset dětí. Jeden jeho syn se stal jezuitským knězem a dvě dcery se staly řeholnicemi. Stal se křestním kmotrem svého synovce a budoucího kněze bl. Mosèho Toviniho.
Vstoupil do Sekulárního františkánského řádu a byl jedním ze zakladatelů katolických novin, které publikovaly své první vydání roku 1878. Podílel se na založení Banca di Valle Camonica v roce 1872, Banca San Paolo di Brescia v Brescii v roce 1888 a Banco Ambrosiano v Miláně v roce 1896. V roce 1882 založil mateřskou školu svatého Josefa a založil také další katolické instituce.
Zemřel v pověsti svatosti dne 16. ledna 1897 v Brescii. Dne 10. září 1922 bylo jeho tělo přeneseno ze hřbitova Vantiniano v Brescii a uloženo v kostele San Luca, také v Brescii.

## Úcta
Jeho beatifikační proces započal dne 14. dubna 1977, čímž obdržel titul služebník Boží. Dne 6. dubna 1995 jej papež sv. Jan Pavel II. podepsáním dekretu o jeho hrdinských ctnostech prohlásil za ctihodného. Dne 18. prosince 1997 byl uznán zázrak na jeho přímluvu, potřebný pro jeho blahořečení.
Blahořečen pak byl dne 20. září 1998 na Svatopetrském náměstí papežem sv. Janem Pavlem II.
Jeho památka je připomínána 16. ledna. Bývá zobrazován v obleku.